# Lee Cheol-ha
Lee Cheol-ha, (Hangŭl: 이철하; Hanja: 李澈河) (Seul, 1970), è un regista, sceneggiatore e produttore cinematografico sudcoreano.
Cheol-ha Lee studia alla Academy of Art University in California e dopo la laurea gira vari spot e video musicali. Debutta al cinema con Love Me Not (2006), una delle opere prime più care della storia del cinema coreano. Il film viene male accolto dalla critica, ciò nonostante si guadagna varie nomination al Grand Bell Awards per la regia, i costumi e la migliore attrice protagonista.
Nato nel 1970 a Seul, nella Corea del Sud, ha diretto:

## Filmografia

### Regista
Progetto casa stregata 
- nel 2006: Love Me Not (titolo originale Sarang ddawin piryo eopseo)
- nel 2008: Story of Wine (titolo originale Storee obu wain)
- nel 2010: Progetto casa stregata (titolo originale Pye-ga)

### Sceneggiatore
- nel 2006: Love Me Not (titolo originale Sarang ddawin piryo eopseo)
- nel 2008: Story of Wine (titolo originale Storee obu wain)